# Улица Академика Королёва (Киев)
Улица Академика Королёва — улица в Святошинском районе города Киева, жилой массив Никольская Борщаговка. Пролегает от проспекта Академика Королёва и улицы Ивана Дзюбы до проспекта Леся Курбаса.

## История
Спроектирована в 1960-х годах как цепь 5-й и 9-й новых улиц, которые были объединены под современным названием в честь советского учёного Сергея Павловича Королёва в 1967 году. Пролегала до Жмеринской улицы, в 1981 году была поделена на современные улицы Академика Королёва и Героев Космоса.